# Carl Gustaf Wästfelt
Carl Gustaf Nils Ludvig Wästfelt, född den 1 juli 1852 i Råda socken, Skaraborgs län, död den 3 november 1930 i Stockholm, var en svensk jurist. Han tillhörde ätten Wästfelt.
Wästfelt blev student vid Uppsala universitet 1871 och avlade juris utriusque kandidatexamen där 1875. Han blev vice häradshövding 1878, tillförordnad fiskal i Svea hovrätt 1882, adjungerad ledamot där 1884, ordinarie fiskal 1886 och assessor 1889. Wästfelt var hovrättsråd 1896–1922 och divisionsordförande 1906–1922. Han blev riddare av Nordstjärneorden 1897, kommendör av andra klassen av samma orden 1910 och kommendör av första klassen 1922.